# Luciano Galletti
Luciano Martín Galletti (La Plata, 1980. április 9. –) argentin labdarúgó.

## Fordítás
- Ez a szócikk részben vagy egészben  a   Luciano Galletti című angol Wikipédia-szócikk fordításán alapul.  Az eredeti cikk szerkesztőit annak laptörténete sorolja fel. Ez a jelzés csupán a megfogalmazás eredetét és a szerzői jogokat jelzi, nem szolgál a cikkben szereplő információk forrásmegjelöléseként.